# 胸甲鳄属
胸甲鳄属（学名：Thoracosaurus）是一类已灭绝的长吻真鳄类，生存于白垩纪晚期至古新世早期的欧洲和北美洲。

## 分类
胸甲鳄属传统上被认为与现代马来鳄有关，主要是因为鼻骨与前颌骨。20世纪90年代开始的系统发育研究反而认为长吻鳄超科中不包括这种形式的亲缘关系。 尽管2018年的一项同时使用形态、分子（DNA测序）和地层（化石年龄）数据的尖端定年研究表明，它可能是一类不属于鳄目的真鳄类动物。该属包含北美洲的模式种纳氏胸甲鳄，以及来自欧洲的硬吻胸甲鳄和巨吻胸甲鳄；最近的一篇综述认为巨吻胸甲鳄是硬吻胸甲鳄的异名，但尚不清楚硬吻胸甲鳄这一分类是否能区分欧洲和北美洲的胸甲鳄类；如果不是这样，那么硬吻胸甲鳄将是一个疑难名。有许多物种被归类为本属，但大多数分类都是可疑的。

## 描述
胸甲鳄属长约4.4米（14.4英尺），有些标本的体长甚至可以达到9米（29.5英尺），其相貌与现生恒河鳄非常相似。头骨长55厘米（21.6英寸），非常细长，下颚狭窄并有许多牙齿，尽管总的来说胸甲鳄属的头骨比例比现生长吻鳄类短。体型类似于现代鳄鱼，尾巴横向扁平，腿短。

## 生态学
胸甲鳄属被认为生活在海洋环境中，它有一个又长又窄的吻部，其上长有圆锥形的牙齿，非常适合捕鱼。

## 画廊

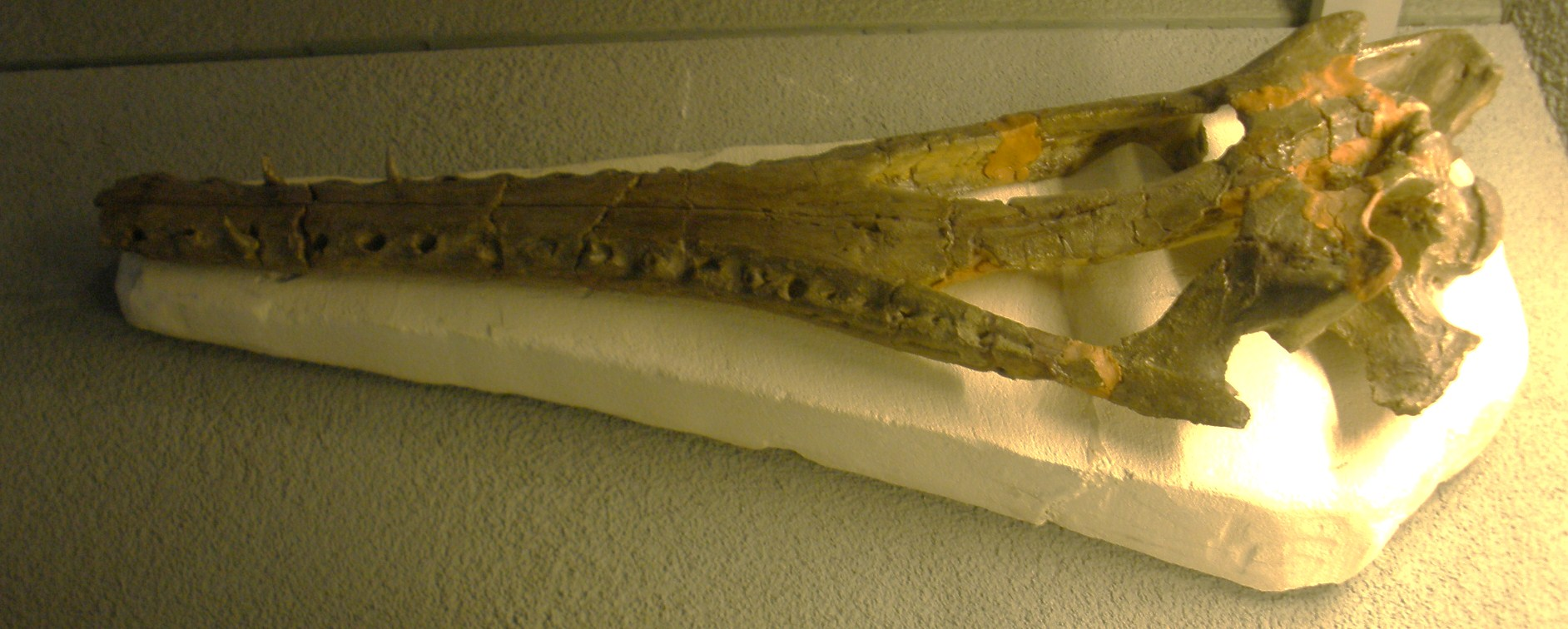
荷兰莱顿自然生物多样性中心的巨吻胸甲鳄头骨
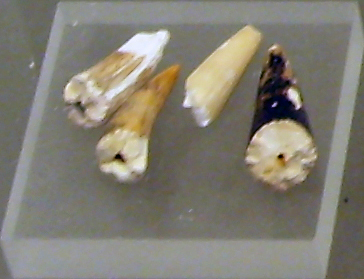
哥本哈根地质博物馆的胸甲鳄属未定种牙齿